# Новотимофеевское (Юрьевский район)
Новотимофеевское (укр. Новотимофіївське) — село,
Новоивановский сельский совет,
Юрьевский район,
Днепропетровская область,
Украина.
Код КОАТУУ — 1225982803. Население по переписи 2001 года составляло 92 человека .

## Географическое положение
Село Новотимофеевское примыкает к селу Новоивановское, на расстоянии в 1 км расположено село Пшеничное.
По селу протекает пересыхающий ручей с запрудой.
Через село проходит автомобильная дорога Т-0412.